# 大西泰斗の英会話☆定番レシピ
『大西泰斗の英会話☆定番レシピ』（おおにしひろと の えいかいわ ていばんれしぴ）は、NHK Eテレで2021年9月27日から放送されている語学番組。

## 概要
レッスンでは、外国人がよく使う英会話の「定番レシピ」を紹介。毎回、スキットに出てきたダイアログについてスタジオでトークをしていく。テーマは毎月変わっている。
テキストはNHK出版より毎月発売されている。
2022年4月からの第2シーズンでは、『おもてなしの基礎英語』以来2年ぶりに生徒役のタレントが配置された。なお、第1シーズンではネイティブパートナーが聞き手を兼務していた。

## 出演者
講師
- 大西泰斗

生徒役
- 天野ひろゆき（2022年4月から）[4]
- MEGUMI（2022年4月から）[4]

ネイティブパートナー
- クリス・マッコームス[5]
- サフィヤ[5]

コーナー出演
- 秋乃ろーざ
- ポール・クリス・マクベイ

## スタッフ
- ナレーション：福ノ上達也
- 音楽：YoYo the "Pianoman"
- 制作：NHKエデュケーショナル
- 制作・著作：NHK

## 放送時間
NHK Eテレ
本放送
- 月 -木曜日 11:10 -11:20 (2022年度から)

再放送
- 月 - 木曜日 23:20 - 23:30 (2022年度から）

NHKワールド・プレミアム
本放送
- 火 - 金曜日 15:10 - 15:20

TV Japan
本放送
- 月 - 木曜日 7:50 - 8:00